# Castianeira onerosa
Castianeira onerosa är en spindelart som först beskrevs av Eugen von Keyserling 1891.  Castianeira onerosa ingår i släktet Castianeira och familjen flinkspindlar. Inga underarter finns listade.